# جيمس إم. كاشينج
جيمس إم. كاشينج (بالإنجليزية: James M. Cushing)‏ هو عسكري أمريكي، ولد في 1908، وتوفي في 26 أغسطس 1963.